# ダニエル (曲)
「ダニエル」 (Daniel) は、イギリス出身のシンガーソングライターであるエルトン・ジョンのヒット曲で、1973年発表のアルバム『ピアニストを撃つな!』に収録された。エルトン・ジョンが作曲し、バーニー・トーピンが作詞した。全米シングルチャートで2位を、およびアダルト・コンテンポラリー・チャートでは1973年春に2週間1位を記録した。全英シングルチャートでは4位を記録した。

## 解説
バーニー・トーピンは、ベトナム戦争にインスパイアされて「ダニエル」を作詞した。歌詞（最終版では削られたオリジナルの草稿の詩を含む）は、戦闘の末に盲目となった（「兄さんの眼は死んでしまった。だけど僕よりも良く見えるんだね。」："your eyes have died"/"but you see more than I"）架空の退役軍人が帰国してからの自分を取り巻く状況（「癒えない傷の痛みをまだ感じるのかい？」："do you still feel the pain"/"of the scars that won't heal?"）から逃げ出すためにスペインへ旅立つ様子を弟の目線から見た話として描いている。
「『ダニエル』は僕らが作った曲の中で『最も誤解されている歌』」だとバーニーは『トゥー・ルームス』の中で釈明した。「これはベトナム戦争から帰還して故郷テキサスの小さな町に戻ってきた男の話なんだ。町の人々は彼が帰って来ると歓声を上げて迎え、あたかもヒーローの様に扱った。だけど彼はただ単純に家に帰り、元の農場で働きたかっただけで、出征する以前のような生活に戻ろうと・・・という内容さ。僕は戦争から帰還した人達を思いやる何かを書きたかったんだ。」

## チャート・ポジション
| チャート（1973年）                                   | 最高位 |
| ---------------------------------------------------- | ------ |
| カナダ・RPM 100 ナショナル・トップ・シングルチャート | 1      |
| オランダ・トップ40                                   | 14     |
| GfK オランダ・チャート・シングル・トップ100          | 15     |
| ドイツ・シングルチャート                             | 27     |
| アイルランド・シングルチャート                       | 4      |
| ノルウェー・シングルチャート                         | 8      |
| スイス・シングルチャート                             | 5      |
| 全英シングルチャート                                 | 4      |
| アメリカ合衆国 ビルボード・ホット100                 | 2      |
| アメリカ合衆国 ビルボード・イージリスニング          | 1      |

## 演奏
- エルトン・ジョン – ボーカル, エレクトリック・ピアノ(フェンダー・ローズ), メロトロン (フルート音色)
- デイビー・ジョンストン – アコースティック・ギター, バンジョー
- ディー・マレイ – ベース
- ナイジェル・オルソン – ドラム, マラカス
- ケン・スコット – アープ・シンセサイザー

## カヴァー
1991年のアルバム『Two Rooms』で、ウィルソン・フィリップスがカヴァーした。この曲は全米アダルト・コンテンポラリー・チャートで 7位を記録した。
2005年のアルバム『The Brave and the Bold』に、ボニー"プリンス"ビリー & トータスがカヴァーしたヴァージョンが収録されている。
日本のウクレレ・ロック・デュオのPetty Bookaが、アルバム『BLUE LAGOON』にカヴァー・ヴァージョンが収録されている。
プエルトリコ出身の歌手ホセ・フェリシアーノが、よくこの曲を演奏している。